# Гідродеалкілювання
Гідродеалкілюва́ння — процес переробки нафти і нафтопродуктів застосовують для одержання бензену і нафталіну з нафтових алкілбензолів і алкілнафталінів. Процес проводять при температурі 620—650 °C і тиску 6,5-10 МПа. Каталізатори: Pt/Al2O3, Mo3/Al2O3, Cu2O3/Al2O3.